# Eric Elzvik
Eric Elzvik, född 20 augusti 1795 i Sörbo, Vika socken, död 6 juni 1862 i Kaveltorp, Ljusnarsbergs socken, var en svensk lantmätare och brukspatron.
Eric Elzvik var son till bergsmannen Johan Andersson Elzvik. Han gick i skola i Falun och Västerås och avlade lantmätarexamen 1823. Samma år blev han vice kommissionslantmätare och var 1823-1836 anställd vid storskiftet i Dalarna 1823-1836. 1833 blev han ordinarie kommissionslantmätare, men var från 1837 sjuklig och utförde inga lantmäteriförrättningar. 1844 erhöll Elzvik avsked från sin tjänst som lantmätare. Redan som ung intresserade han sig även för berghanteringen och tog 1822 inmutning på en kopparmalmsfyndighet i Sågmyra. 1835 var han med om att bilda Sågmyre grufvebolag och anlade en kopparhytta vid Sågens by i Bjursås socken. Brytningen skedde från tre koppargruvor. Bolaget gick dock dåligt och 1846-1849 gjorde man ett försök att lägga om driften till järnbruk, men i stället såldes kopparverket 1849. Han var även engagerad på andra håll inom Falu bergslag och även inom Linde- och Nora bergslager, där han sedan han 1843 köpt Guldsmedshyttan kom att bosätta sig. Samma år som han köpte bruket upptäckte han Eriksbergsgruvan i Guldsmedshytte gruvfält där det visade sig finnas silver i malmen, och 1844 anlade han ett smältverk, Elzviks silfververk för bearbetning av malmen. Ledare för anläggandet blev Bengt Gustaf Bredberg som införde flera tekniska nyheter vid silververket. Elzvik lät även uppföra en ny herrgårdsbyggnad i Grythyttan. Förutom silver framställdes även bly från malmen, vilket ledde till att Sverige kunde bli oberoende av utländsk blyimport och själv börja exportera. 1856 sålde Elzvik sina andelar i silververket. I stället hade han 1849 tagit inmutning på ett antal gruvor i Kaveltorps gruvfält, däribland den gamla Haraldsgruvan, och anlade ett smält- och reningsverk i närheten av Nya Kopparbergs bergslags gamla koppargruvor. Ur malmen utvanns främst bly och zink samt även ganska stora mängder koppar men även något silver och guld. 1858 ansåg dock Elzvik att den rikaste malmen var utbruten, och sålde sina andelar i Grythyttans smältverk, även om han behöll sitt ägande i ett flertal gruvor. 1862 flyttade han i stället till Lindesberg där han levde sina sista år.